# نهائي كأس دوري خادم الحرمين الشريفين 1990/1991
نهائي كأس دوري خادم الحرمين الشريفين هي مباراة لتحديد بطل كأس دوري خادم الحرمين الشريفين جرت في 17 يوليو 1991 في مدينة جدة باستاد الأمير عبد الله الفيصل بين فريقي الشباب والنصر وفاز بها الشباب بنتيجة واحد صفر بقدم فهد المهلل
.